# Сан Бјазе
Сан Бјазе (итал. San Biase) је насеље у Италији у округу Кампобасо, региону Молизе.
Према процени из 2011. у насељу је живело 247 становника. Насеље се налази на надморској висини од 805 м.

## Становништво
| 1936. | 1951. | 1961. | 1971. | 1981. | 1991. | 2001. | 2011. |
| ----- | ----- | ----- | ----- | ----- | ----- | ----- | ----- |
| 1.118 | 1.135 | 821   | 626   | 471   | 360   | 271   | 209   |